# Впечатления в подарок
Сервис «Впечатления в подарок» был впервые создан в 1990 году в Великобритании, и на данный момент этот сектор является одним из самых быстроразвивающихся сегментов в индустрии подарков с оборотом 253 миллиона долларов в год (2007). В отличие от материальных подарков, предложения такого типа предлагают нечто более динамичное, например, совершить прыжок с парашютом (скайдайвинг), прогуляться по виноградникам или поучаствовать в автокроссе. Компании по продаже сертификатов на впечатления выступают, как правило, в качестве посредников между провайдерами услуг и конечным покупателем.

## Разновидности «подарков-впечатлений»
- Приключение — скайдайвинг, каякинг, катание на дельтаплане, спуск по реке (рафтинг)
- Вождение — ралли, гоночный турнир, езда на раритетном автомобиле.
- Дегустация — вино, сигары, курс по приготовлению изысканной пищи.
- Наедине с окружающей средой — прогулка на скутере по городу, наблюдение за китами.
- Омолаживающие процедуры — спа, пилатес, массаж камнями.
- Путешествие — поездка в отпуск на выходных, игра в гольф.
- Музыка — пение в караоке.

## История
Основателем данной индустрии была британская компания «Red Letter Days», имевшая ошеломительный успех и прекратившая своё существование вследствие виртуального банкротства. «Red Letter Days» была создана британским предпринимателем по имени Рейчел Элно (Rachel Elnaugh). Бытует мнение, что ей пришла в голову идея о «подарке-впечатлении» после того, как Рейчел искала нестандартный способ преподнести своему отцу в подарок билеты на матч английской команды по крикету. Популярность «Red Letter Days» принесла Элно награду от Ernst & Young в номинации «Предприниматель года 2002». Более того, Рейчел досталась роль в телевизионном сериале «Dragon’s Den» на BBCTV.
Пытаясь повторить успех «Red Letter Days», в Европе стали появляться компании направления «впечатление в подарок», а также в Австралии в 2001 году было основано одно из крупнейших предприятий в данной отрасли — «Red Balloon».
В то время как «впечатление в подарок» находилось на пике популярности в Европе и Австралии, в США такой способ порадовать друзей и близких стал пользоваться спросом лишь в 2004—2005 годах. Наиболее известные представители данной отрасли в Соединённых Штатах: компании «Great American Days» (2004), «Cloud 9 Living» (2005), «Xperience Days» (2004), и «Excitations» (2004). Все эти предприятия продолжают действовать по сей день, предлагая населению свои необычные услуги.
В России эта категория была впервые представлена в 2006 году.